# Alte Schule Schwarzenberg am Böhmerwald

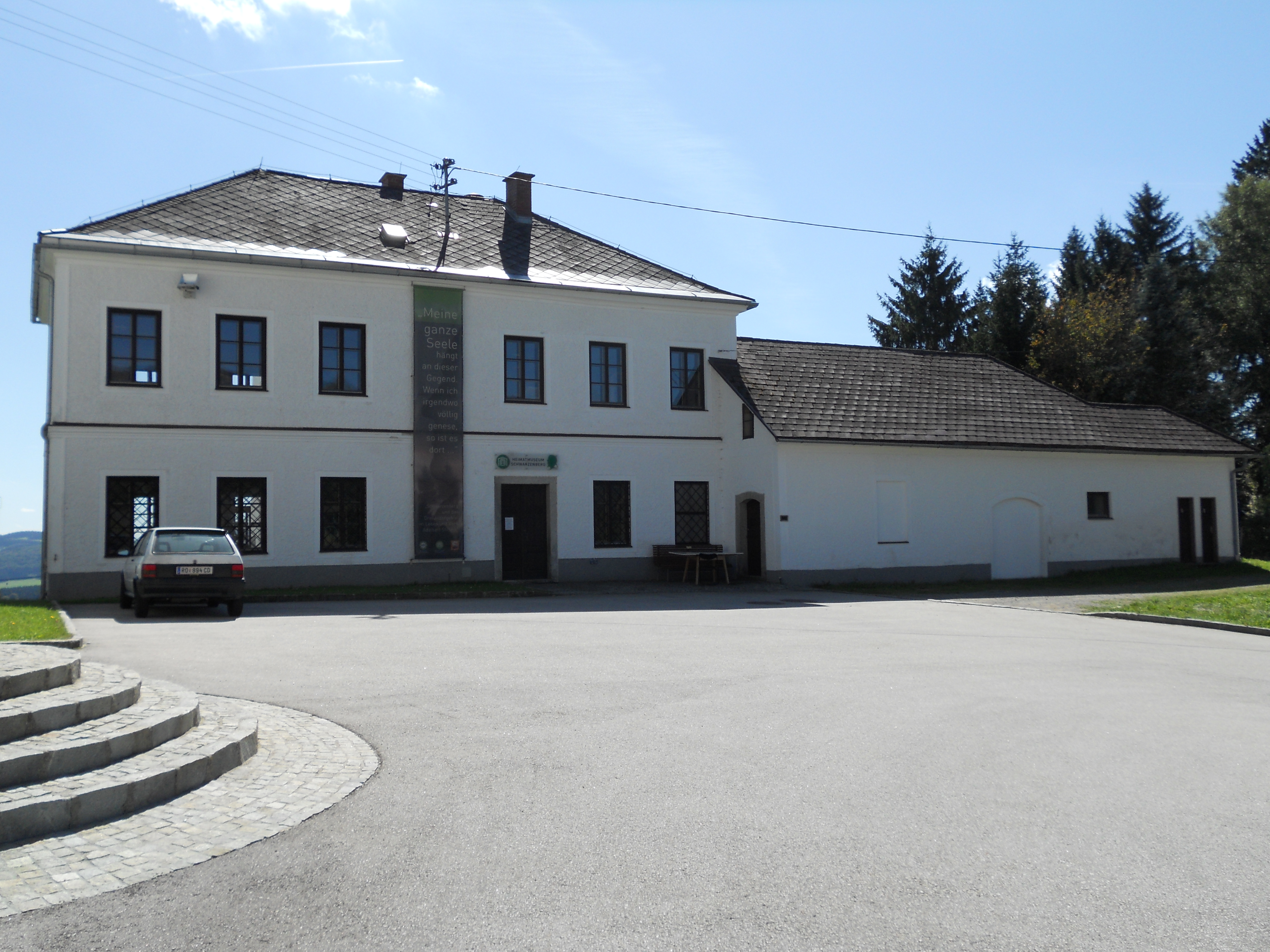
Museum Heimatstube in Schwarzenberg am Böhmerwald

Die Alte Schule bzw. Museum Heimatstube steht westlich der Pfarrkirche in der Gemeinde Schwarzenberg am Böhmerwald im Bezirk Rohrbach in Oberösterreich. Die ehemalige Volksschule steht unter Denkmalschutz (Listeneintrag).

## Geschichte
Das Schulgebäude wurde 1784/1788 erbaut, ein Umbau mit einer Aufstockung erfolgte 1859/1860.
Das Volksschule wurde 1966 geschlossen und 1992 wurde das Museum Heimatstube eröffnet.

## Architektur
Der zweigeschoßige Bau unter einem Walmdach zeigt Fassaden mit Ecklisenen und Gesimsen aus dem dritten Viertel des 19. Jahrhunderts. Im Gebäudeinneren gibt es Platzlgewölbe, Bodenplatten aus Granit und teils Türen und Beschläge aus dem 19. Jahrhundert. Es gibt einen rezenten Zubau.

## Museum
Es gibt volkskundliche Dokumentationen, eine Sammlung mit Böhmerwaldglas, und eine spätbarocke Figur hl. Johannes Nepomuk aus der Rothmühle. Im Zubau befindet sich ein monumentales Heiliges Grab von Johann Mayr 1850/1854 und eine Krippe von Julius Simböck 1867.